# De Vereeniging (Grijpskerk)
De Vereeniging is een voormalig waterschap in de provincie Groningen. Omdat er meerdere waterschappen met deze naam waren, werd het schap ook wel De Vereeniging-Grijpskerk genoemd.
Het waterschap bestond uit twee gedeelten die via de Noorder- en de Zuiderwaarderrijt elk afwaterden op de Munnekezijlterrijt. De polder had een grootte van 1253 ha en grensde aan de Hogeweg / Hogedijk (de dijk tussen Kommerzijl naar Munnekezijl), de huidige provinciale weg 355 en de dijk aan de oostzijde van het Lauwers tussen Visvliet en Kommerzijl.
Sinds 1995 hoort het oostelijke gedeelte bij Noorderzijlvest en watert af op de Kommerzijlsterriet. Het westelijke gedeelte hoort sinds 2000 bij het wetterskip Fryslân en water als van ouds af op de Munnekezijlterrijt.